# Харрис, Артур
Сэр Артур Траверс Харрис, 1-й баронет Харрис (англ. Sir Arthur Travers Harris, 1st Baronet, также известен как Бомбардировщик Харрис или Бомбер Харрис (англ. Bomber Harris), а также как Мясник Харрис (англ. Butcher Harris); 13 апреля 1892 — 5 апреля 1984) — британский военный деятель. Маршал Королевских ВВС (1 января 1946), глава бомбардировочного командования Королевских ВВС в период Второй мировой войны.
Наиболее известен как идеолог ночных стратегических бомбардировок немецких городов во время Второй мировой войны, которые привели к многочисленным жертвам среди гражданского населения.

## Биография
Родился в графстве Глостершир. В 16 лет уехал в Родезию (ныне Зимбабве). В 1914 году принял участие в боевых действиях против Германии в немецкой колонии Германская Юго-Западная Африка (ныне Намибия). В 1915 году вернулся в Англию, поступил на службу в авиацию, был командиром эскадрильи. После войны остался служить в сформированных Королевских ВВС. Проходил службу в Индии, Ираке, Сирии, Иране.
Во время Второй мировой войны был назначен командующим британской стратегической авиацией (Bomber Command). Харрис придерживался стратегии проведения «ковровых бомбардировок» немецких городов, постепенно добиваясь выделения новых бомбардировщиков.
Первый «рейд тысячи бомбардировщиков» состоялся 30—31 мая 1942 года, когда 1047 самолётов вылетело атаковать Кёльн (602 «Веллингтона», 131 «Галифакс», 88 «Стирлингов», 79 «Хэмпденов», 73 «Ланкастера», 46 «Манчестеров» и 28 «Уитли»). До города долетело около 900 самолётов. Тактика «потока бомбардировщиков» (bomber stream) позволяла подавить сопротивление немецких истребителей «линии Каммхубера».
Удары авиации были направлены против немецких рабочих и их жилья с целью парализовать промышленность Германии: по словам Харриса, массированные бомбардировки должны иметь своими целями «разрушение немецких городов, убийство немецких рабочих и дезорганизацию цивилизованной жизни по всей Германии». Харрис говорил: «нашей главной целью является моральный дух вражеского населения, прежде всего промышленных рабочих». По его мнению, массированными бомбовыми ударами можно было вывести Германию из войны. Хотя данный план не разделялся всеми военными, было решено, что бомбардировки — единственное средство нанесения прямых ударов по Германии в условиях, когда СССР настойчиво просил об оказании ему поддержки.
Одной из наиболее неоднозначно оцениваемых операций бомбардировочного командования британских ВВС является бомбардировка Дрездена 13—14 февраля 1945 года. Тогда в результате воздушной атаки в городе образовался «огненный смерч», при этом погибло около 25-35 тысяч гражданских лиц (оценки числа погибших достигали 135 тысяч погибших).
Командующий корпусом бомбардировочной авиации Королевских ВВС Артур Харрис считал, что уничтожение немецких рабочих, членов их семей и их жилья столь же эффективно, как и уничтожение промышленных предприятий, где были заняты эти рабочие. 27 мая 1943 года Артур Харрис подписал приказ Bomber Command Order No. 173 об операции под кодовым названием «Гоморра» (англ. Operation Gomorrah), которая началась два месяца спустя. («И пролил Господь на Содом и Гоморру дождём серу и огонь от Господа с неба»; Бытие.19:24.) (см. Бомбардировка Гамбурга).
Во время проведения операции «Гоморра» 25 июля — 3 августа 1943 г. от бомбардировок и вызванного ими гигантского пожара, погибло до 50 тысяч жителей и была разрушена большая часть городских зданий (см.Гамбург).
Если потери мирного населения Британии от бомбёжек за всё время войны составили 61 тысячу человек, то потери мирного населения Германии составляют от 300 до 600 тысяч человек, в результате союзных бомбардировок были полностью разрушены все крупные города Германии и большинство средних немецких городов (Стратегические бомбардировки в период Второй мировой войны).
После войны методы бомбардировочной авиации и сам Харрис подвергались критике. Харрис был единственным из военачальников, который не получил пэрство, и в 1948 году был вынужден уехать в Южную Африку. Харрис сам отказался от пэрства, обидевшись на то, что для лётчиков стратегической авиации (Bomber Command) не было предусмотрено специальной награды (между тем потери среди них были самыми большими и составили 70 % — примерно 5 % после каждого вылета). Харрис умер в 1984 году, он никогда не выражал сожаления по поводу бомбардировок немецких городов. В феврале 1945 года по этому поводу он написал:

Атаки на города, как и всякий другой акт войны, нетерпимы до тех пор, пока они не оправданы стратегически. Но они стратегически оправданы, поскольку имеют своей целью приблизить конец войны и сохранить жизни солдат союзников… Лично я не считаю, что все оставшиеся в Германии города стоят жизни одного британского гренадера…— 

## Воинские звания
- В Армии:
  - 06.11.1915 — второй лейтенант (постоянное звание)
  - 14.07.1916 — капитан (временное повышение)
  - 01.07.1917 — лейтенант (постоянное звание)
  - 01.01.1918 — майор (временное повышение)

- В ВВС:
  - 01.04.1918 — капитан (Flight Lieutenant, временное повышение)
  - 01.08.1919 — майор (Squadron Leader, постоянное звание)
  - 01.07.1927 — подполковник (Wing Commander, постоянное звание)
  - 01.07.1933 — полковник (Group Captain, постоянное звание)
  - 12.06.1937 — коммодор (Air Commodore, временное повышение)
  - 01.07.1937 — коммодор (Air Commodore, постоянное звание)
  - 01.07.1939 — вице-маршал авиации (постоянное звание)
  - 01.06.1941 — маршал авиации (временное повышение)
  - 18.03.1943 — главный маршал авиации (временное повышение)
  - 01.01.1944 — маршал авиации (постоянное звание)
  - 01.01.1946 — маршал Королевских ВВС

## Награды
- рыцарь Большого креста Ордена Бани (1945)
- офицер Ордена Британской империи
- Орден Суворова 1-й степени — Указом Президиума Верховного Совета СССР «О награждении орденом Суворова I степени лиц высшего командного состава Вооружённых сил Великобритании» от 19 февраля 1944 года за «выдающуюся военную деятельность и отличное руководство боевыми операциями в борьбе с общим врагом СССР и Великобритании — гитлеровской Германией»[6]
- Орден «Легион Почёта» степени Главнокомандующего (США)
- Медаль «За отличие» (США) (1946)
- Орден Почётного легиона (Франция) (1945)
- Военный крест с пальмовой ветвью (Франция)

## Память
В 1992 году ветеранская организация Bomber Harris Trust установила в Лондоне памятник А. Харрису, невзирая на протесты Германии и значительной части британской общественности. Вскоре после установки памятника на нем начали появляться граффити, для борьбы с вандалами было установлено круглосуточное полицейское дежурство.

## В культуре
- «Бомбардировщик Харрис» — прозвище одного из бойцов, выступающих на подпольных соревнованиях в художественном фильме «Большой куш» (2000).

### Комментарии
1. ↑  Это прозвище он получил от своих подчинённых за пренебрежение высокими потерями среди лётчиков в ходе бомбардировок, а не за саму идею ковровых бомбардировок гражданского населения.[1]